# Emerson Buckley
Emerson Buckley (14 de abril de 1916 – 17 de noviembre de 1989) fue un director de orquesta estadounidense.

## Biografía
Buckley nació en Nueva York. Después de graduarse de la secundaria, asistiendo a la Universidad de Columbia, graduándose en 1936. Empiezo su carrera de conductor ese mismo año, obteniendo un correo en la Compañía de Ópera Magnífica de Columbia. Pasó 10 años como director de un Sistema de radiodifusión mutuo de orquesta en una orquesta propia que disponía. Fue un frecuente director invitado en los Estados Unidos y en otros países.

### Los años en Florida
Buckley dejó Nueva York en 1950, para establecerse permanentemente en Fort Lauderdale, Florida. Donde lo nombraron como primer director musical, más tarde director artístico, de la Gran Ópera de Miami. Puesto que mantuvo hasta 1985, cuando se retira por una enfermedad del corazón. Durante su tiempo en el cargo él "fue instrumental en crear una de las más respetadas compañías en el país". En 1963, se incorpora en la Sinfónica de Fort Lauderdale, y la moldeo hasta ser una orquesta regional estable y exitosa. Él combinó la Sinfónica de Fort Lauderdale con la Sinfónica de Boca de Ratón, para crear la Orquesta Filarmónica de Florida.

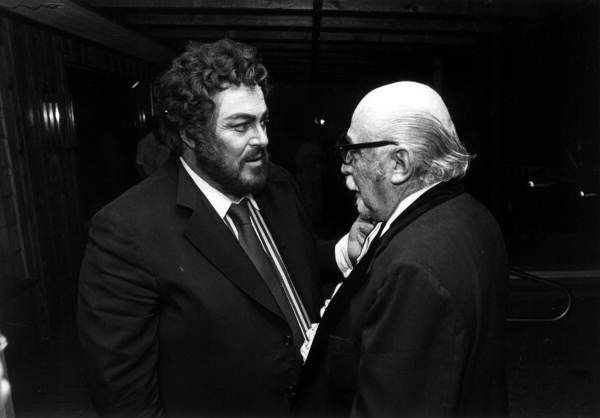
Buckley hablando con Luciano Pavarotti

### Otros trabajos orquestales
Desde marzo de 1950 hasta enero de 1952, Buckley condujo la música de Elliot Jacoby, en su serie 2000 plus, en una emisora americana de la era de la radio. Durante ese período también dirigió la orquesta de Las Aventuras del Halcón en radio.
Buckley apareció con frecuencia, con el pasar de los años, con la Ópera de Ciudad Central (de Colorado), y con la Ópera de New York. En 1985 conduce la Ópera del Estado de Vienna, interpretando la ópera Tosca. Su participación en ese trabajo se debió a una exigencia del tenor principal, Luciano Pavarotti.
Buckley lideró las premieres mundiales de dos operas americanas - The Ballad of Baby Doe (con Beverly Sills en el rol principal), en 1956, y The Crucible de Robert Ward, en 1961. Él grabó con grandes compañías y empresas, como Sony, CBS, Decca, y Deutsche Grammophon. También recibió un Grammy por su participación en los álbumes de música clásica y producciones de óperas.

## Legado
Buckley fue admirado por su dependencia, profesionalismo, amplitud de conocimiento y gusto en la música. "[Buckley] fue conocido en el negocio como un músico campeón americano" dijo Willie Anthony Waters, que fue el sucesor de Buckley como director artístico de la Ópera de Miami. Y fue un exitoso sucesor americano cuando en ese tiempo los conductores americanos no se les daba un buen visto. Buckley fue tomado muy en serio por varios cantantes principales de ópera, en los cuales esta Plácido Domingo, admirándolo por su fuerte preparación y habilidad para lograr hacer las interpretaciones con un tiempo limitado.
Dirigió varios de los conciertos de Pavarotti en los EE. UU., desde el Boston's Esplanade (ante 110 000 personas) hasta el Hotel Las Vegas, y colaboró con él en bastantes conciertos televisados a nivel nacional. Buckley también apareció en las dos películas de Pavarotti, Yes, Giorgio!, y Distant Harmony, un documental que cubre la gira de Pavarotti en China, en 1986.
A pesar de su dolor de espalda que interrumpía sus actividades, Buckley condujo L'elisir d'amore en Filadelfia, Pensilvania, siete meses antes de su muerte; tuvo que conducir la obra sentado, y su participación fue requerida especialmente por su amigo y tenor principal Pavarotti. También aceptó conducir las apariciones de Pavarotti en la Arena de Miami, a principios de la década de los 90', lo cual declinó por el rápido incremento en el deterioró de su salud.

## Vida personal
Emerson Buckley se casó con Mary Henderson, una maestra con una bella voz, ellos tuvieron dos hijos. El viernes 17 de noviembre de 1989, Buckley muere al sufrir de complicaciones respiratorias crónicas, en su residencia en North Miami Beach.